# Pavonia pabstii
Pavonia pabstii är en malvaväxtart som beskrevs av A. Krapovickas, C.L. Cristóbal. Pavonia pabstii ingår i släktet påfågelsmalvor, och familjen malvaväxter. Inga underarter finns listade i Catalogue of Life.